# 陳芬蘭
陳芬蘭（1948年—），臺灣歌手，錄製過國語歌曲和臺語歌曲，臺南人，有「臺灣的美空雲雀」之稱。8歲灌第一張唱片《孤女的願望》，一曲成名。14歲到日本發展，是臺灣首位進入日本歌壇的歌手。她是《月亮代表我的心》的原唱者。另外，輕快的臺語歌曲《快樂的出帆》也膾炙人口，其充滿希望的歌詞，唱出了臺灣有朝氣的海洋性格，許多女歌手皆有翻唱。

## 知名作品
資料來源：

| - 《月亮代表我的心》 - 《留戀》 - 《煉獄兒女》 - 《淚的小花》 - 《情人再見》 - 《冬戀》 - 《水長流》 | - 《孤女的願望》 - 《快樂的出帆》 - 《英語教室》 |